# Margarinotus immunis
Margarinotus immunis är en skalbaggsart som först beskrevs av Wilhelm Ferdinand Erichson 1834.  Margarinotus immunis ingår i släktet Margarinotus och familjen stumpbaggar. Inga underarter finns listade i Catalogue of Life.